# فانهوتية مهمازية
فانهوتية مهمازية (الاسم العلمي:Vanhouttea calcarata) هي نوع من النباتات تتبع جنس الفانهوتية من الفصيلة الغزنرية.